# Армстронг-Уитворт
«Армстронг-Уитворт» (англ. Armstrong Whitworth) — лёгкий пулемётный бронеавтомобиль Вооружённых сил Российской империи. Разработан по заказу ГВТУ Русской Императорской армии британской фирмой «Armstrong Whitworth» на базе шасси также британской фирмы «Charles Jarrott and Willian Letts». Впоследствии бронеавтомобили выпускались на шасси автомобиля итальянской фирмы Fiat. С 1916 по 1917 год в Россию было поставлено 40 экземпляров бронеавтомобиля, при этом в России бронеавтомобили подверглись ряду переделок и усовершенствований. Бронемашины ограниченно использовались Русской Императорской армией в боях Первой мировой войны и обеими противоборствующими сторонами — в ходе Гражданской войны.